# ビクトリーラン
『ビクトリーラン』は、1987年12月28日にハドソンから発売されたPCエンジン用のレースゲーム。「栄光の13,000キロ」というサブタイトルが付けられている。ダカール・ラリーをモチーフとした、PCエンジン初のレースゲームである。
後の2004年6月21日にiアプリ版で提供開始され、2010年4月21日にはPCエンジンアーカイブス（PSP・PS3）で、2014年9月17日にはWii Uのバーチャルコンソールで配信されたほか、2010年12月20日発売の『PC Engine GameBox』（iOS）にも収録されている。また、クラウドゲームとして2013年6月3日よりひかりTVゲームで、2013年6月20日よりG-clusterでも取り扱っている。

## システム
全8コースのスペシャルステージ（以下SS）を走破するとゲームクリアとなる。各SSに設定された規定タイム+許容タイム（持ち時間）以内ゴールできるとステージクリアとなり次のSSへ進む事ができる。許容タイム（持ち時間）はゲーム開始時に1分あり、各SSの規定タイムより早くゴールすると差分タイムがプラスされていくが、SS規定タイムを超えるとマイナスされていき、0秒になった時点でゲームオーバーとなる。全体的に難易度はかなり高めである。

## プレイヤーカー
- プレイヤーカーはポルシェ・959風（開発時はプレイヤーカーがパジェロ風であったが、製品版で現在の車に変更された。プレイヤーカーがパッケージの絵と異なるのは開発中の名残である）。
- トランスミッションはノンシンクロの4速のMT。
- 最高速度は239km/h。

### パーツ
タイヤ、ギア、エンジン、サスペンション、ブレーキの5種類あり走行により消耗する。画面上に各パーツのアイコン表示があり、消耗度に応じて青→緑→黄→赤の順に変わる。ゲームスタート時に各パーツの合計が最大20個まで割り振ることが可能で、SSとSS間で消耗したパーツを任意で交換する事ができる。
- タイヤ

コーナーでタイヤを滑らせすぎると消耗する。グリップが低下し曲がりにくくなる。
- ギア

ギアチェンジを頻繁に行なうと消耗する。アイコンが緑：4速　黄：3速以上　赤：2速以上がそれぞれ入らなくなる。
- エンジン

高回転で走り続けると消耗する。最高速度が落ちる。
- サスペンション

ジャンプすると消耗する。ステアリングの反応が鈍くなる。
- ブレーキ

ブレーキを使いすぎると消耗する。効きが悪くなる。

### ライバル車
特定のライバルは存在しないが、コース上をスポーツカー・トラック・ジープ・オフロードバイクなどが走行しており、接触すると自車がスピン又はクラッシュする。

### 障害物
- 石

コース上に点在し、乗り上げるとジャンプし、接触すると速度が落ちる。
- 泥

コース上に点在し、乗り上げるとスリップする。コーナリング中に乗り上げるとコントロールを失う。
- 木・岩・標識・サイロなど

コース脇に点在し、接触すると停車又はクラッシュする。
- 起伏

一定以上の速度で通過するとジャンプし速度が落ちる。ジャンプする速度はコースにより異なる。

### その他
- ゲーム内の時間経過に応じて朝・昼・夕方・夜の4パターンのグラフィックに変化する。
- デモ画面でブレーキボタンを押すとブレーキランプが点灯する。また停止中にギア操作をするとギアチェンジの効果音が出る

## コース
路面の違いにより3種類に分類する事が出来る。
- 舗装路　SS_1・2・4・7

速度が最も出るコースで路面μが高いため難易度は一番低い。起伏でジャンプする速度は220km/h以上。
- ダート（砂漠） SS_3・5・8

速度が最も出ないコースで路面μが低いため難易度が高い。特にSS_5では1速20km/h以上で走行するとスタックする。起伏でジャンプする速度は150km/h以上。
- ブッシュ（草原） SS_6

全コース中1コースしかない。速度はダートコースより出るが路面μが低く、障害物の多さも加わり最も難易度が高いコースである。起伏でジャンプする速度は170km/h以上。

## 移植版
| No. | タイトル          | 発売日                                    | 対応機種                                                    | 開発元           | 発売元             | メディア                                | 型式           | 備考                                                                    |
| --- | ----------------- | ----------------------------------------- | ----------------------------------------------------------- | ---------------- | ------------------ | --------------------------------------- | -------------- | ----------------------------------------------------------------------- |
| 1   | ビクトリーラン    | 2004年6月21日                             | 505i/iS、FOMA900iシリーズ （iアプリ）                       | ハドソン         | ハドソン           | ダウンロード （着信☆あぷり♪）           | -              |                                                                         |
| 2   | ビクトリーラン    | 2005年12月22日                            | BREW対応機種 （EZアプリ）                                   | ハドソン         | ハドソン           | ダウンロード （着信☆あぷり♪）           | -              |                                                                         |
| 3   | ビクトリーラン    | 2006年12月2日 2006年12月4日 2006年12月8日 | Wii                                                         | ハドソン         | ハドソン           | ダウンロード （バーチャルコンソール）   | PAFJ PAFE PAFP | 2019年1月31日配信・販売終了                                             |
| 4   | ビクトリーラン    | 2010年4月21日 2011年6月3日                | PlayStation 3 PlayStation Portable (PlayStation Network)    | ハドソン         | ハドソン           | ダウンロード （PCエンジンアーカイブス） | NPJJ-30036     |                                                                         |
| 5   | PC Engine GameBox | INT 2010年12月20日                        | iPhone iPod touch (iOS)                                     | ハドソン         | ハドソン           | ダウンロード                            | 406585960      |                                                                         |
| 6   | ビクトリーラン    | 2014年9月17日 2017年6月27日               | Wii U                                                       | ハドソン         | KDE                | ダウンロード （バーチャルコンソール）   | PNRJ           |                                                                         |
| 7   | VICTORY RUN       | 2020年3月19日                             | PCエンジン mini TurboGrafx-16 mini PC Engine CoreGrafx mini | M2 ※移植開発担当 | KDE ※ 本体の販売元 | プリインストール                        |                | 本体にあらかじめ収録された約50作の一つ （販売地域を問わず北米版を収録） |

## 音楽
全5曲でゲーム中に使用されているBGMは4曲、未使用曲1曲。作曲は国本剛章。
サウンドトラック「LEGEND OF GAME MUSIC ~CONSUMER BOX~」に収録されており、以下は収録時の曲名と使用されている場面。
- マップ　 パーツセレクト時・エンディング
- BGM1　 SS_1・4・7
- BGM2　 デモ画面　SS_2・6・8
- BGM3　 SS_3・5
- BGM4　 未使用曲

## スタッフ
- ディレクター：菊田昌昭
- プログラム：城近尚登、小坂恭洋
- グラフィック：松浦浩司、太田宏之、野中和彦
- 音楽：国本剛章

## 評価
- ゲーム誌『PC Engine FAN』の読者投票による「ゲーム通信簿」での評価は以下の通り15.48点（満30点）となっている[1]。また、この得点はPCエンジン全ソフトの中で482位（485本中、1993年時点）となっている。

| 項目 | キャラクタ | 音楽 | 操作性 | 熱中度 | お買得度 | オリジナリティ | 総合  |
| 得点 | 2.76       | 2.93 | 2.55   | 2.39   | 2.51     | 2.35           | 15.48 |

- ゲーム本『懐かしゲーム機大百科 PCエンジン完全ガイド 1987-1999』では、走行状態によってパーツが疲弊するためスタート時にどの交換パーツを準備するべきか考察する必要がある戦略性や、アップダウンの激しい道や砂漠のようなオフロードなどコースが多彩な事、朝と夜で変化する風景などの演出面に関して「他のレースゲームとは一線を画していた」と称賛した[10]。